# Golf Cup of Nations 2019

Mascotte van het toernooi (Sodefi).

De Golf Cup of Nations 2019 is de 24ste editie van dit voetbaltoernooi dat wordt gehouden in Qatar. Het werd gespeeld van 26 november tot en met 8 december 2019. Er deden acht teams mee. Bahrein, Saoedi-Arabië en de Verenigde Arabische Emiraten hadden het toernooi aanvankelijk geboycot, maar besloten toch mee te doen. Bahrein werd winnaar van het toernooi, in de finale werd Saoedi-Arabië met 1–0 verslagen.

## Stadions
| Doha                                              | · Doha |
| ------------------------------------------------- | ------ |
| Khalifa Internationaal Stadion Capaciteit: 40.000 | · Doha |
|                                                   | · Doha |
| Abdullah bin Khalifastadion Capaciteit: 12.000    | · Doha |
|                                                   | · Doha |

## Scheidsrechters
Scheidsrechters
- Lionel Tschudi (Zwitserland)
- Alexandre Boucaut (België)
- Ammar Ebrahim Mahfoodh (Bahrein)
- Ali Abdulnabi Al Samaheeji (Bahrein)
- Ali Shaban (Koeweit)
- Ahmad Al-Ali  (Koeweit)
- Abdullah Jamali (Koeweit)
- Mohanad Qasim Sarray (Irak)
- Ali Sabah Adday Al Qaysi (Irak)
- Ahmed Al-Kaf (Oman)
- Omar Al Yaqoubi (Oman)
- Mohammed Abdulla Mohamed (Verenigde Arabische Emiraten)
- Khamis Al Marri (Qatar)

Assistent scheidsrechters
- Jan Köbeli (Zwitserland)
- Karel De Rocker (België)
- Florian Lemaire (België)
- Yaser Tulefat (Bahrein)
- Abbas Gholoum (Koeweit)
- Humoud Al-Sahli (Koeweit)
- Hayder Ubaydee (Irak)
- Maytham Al Gburi (Irak)
- Abu Bakar Al Amri (Oman)
- Saif Al Ghafri (Oman)
- Mohamed Ahmed Al Hammadi (Verenigde Arabische Emiraten)
- Hasan Mohamed Al Mahri (Verenigde Arabische Emiraten)
- Ramzan Saeed Al-Naemi (Qatar)
- Mohammad Dharman (Qatar)

## Groepsfase

### Groep A
| Pos | Land                         | Wed | Win | Gel | Ver | DV | DT | +/− | Pnt |
| --- | ---------------------------- | --- | --- | --- | --- | -- | -- | --- | --- |
| 1   | Irak                         | 3   | 2   | 1   | 0   | 4  | 1  | +3  | 7   |
| 2   | Qatar                        | 3   | 2   | 0   | 1   | 11 | 4  | +7  | 6   |
| 3   | Verenigde Arabische Emiraten | 3   | 1   | 0   | 2   | 5  | 6  | −1  | 3   |
| 4   | Jemen                        | 3   | 0   | 1   | 2   | 0  | 9  | −9  | 1   |

|                                |           |     |                |                                                                                                |
| 26 november 2019 19:30 (UTC+3) | Qatar     | 1–2 | Irak           | Khalifa Internationaal Stadion, Doha Toeschouwers: 37.890 Scheidsrechter: Lionel Tschudi (SUI) |
| 26 november 2019 19:30 (UTC+3) | Hatem 49' |     | 19', 27' Qasim | Khalifa Internationaal Stadion, Doha Toeschouwers: 37.890 Scheidsrechter: Lionel Tschudi (SUI) |

|                                |                              |     |       |                                                                                          |
| 26 november 2019 21:30 (UTC+3) | Verenigde Arabische Emiraten | 3–0 | Jemen | Abdullah bin Khalifastadion, Doha Toeschouwers: 1.437 Scheidsrechter: Ahmed Al-Kaf (OMA) |
| 26 november 2019 21:30 (UTC+3) | Mabkhout 21', 38', 54'       |     |       | Abdullah bin Khalifastadion, Doha Toeschouwers: 1.437 Scheidsrechter: Ahmed Al-Kaf (OMA) |

|                                |                              |                          |      |                                                                                                   |
| 29 november 2019 17:30 (UTC+3) | Verenigde Arabische Emiraten | 0–2                      | Irak | Khalifa Internationaal Stadion, Doha Toeschouwers: 17.437 Scheidsrechter: Alexandre Boucaut (BEL) |
| 29 november 2019 17:30 (UTC+3) |                              | 6' Abbas 37' Abdul-Zahra |      | Khalifa Internationaal Stadion, Doha Toeschouwers: 17.437 Scheidsrechter: Alexandre Boucaut (BEL) |

|                                |       |                                                           |       |                                                                                            |
| 29 november 2019 20:00 (UTC+3) | Jemen | 0–6                                                       | Qatar | Khalifa Internationaal Stadion, Doha Toeschouwers: 26.392 Scheidsrechter: Ali Shaban (KUW) |
| 29 november 2019 20:00 (UTC+3) |       | 29', 36', 72' (pen.) Hassan 57' Ali 85' Al-Ahrak 90' Afif |       | Khalifa Internationaal Stadion, Doha Toeschouwers: 26.392 Scheidsrechter: Ali Shaban (KUW) |

|                               |                                                  |     |                              |                                                                       |
| 2 december 2019 17:30 (UTC+3) | Qatar                                            | 4–2 | Verenigde Arabische Emiraten | Khalifa Internationaal Stadion, Doha Scheidsrechter: Ryuji Sato (JPN) |
| 2 december 2019 17:30 (UTC+3) | Afif 20', 28' (pen.) Al-Haydos 53' Khoukhi 90+5' |     | 33' (pen.), 77' Mabkhout     | Khalifa Internationaal Stadion, Doha Scheidsrechter: Ryuji Sato (JPN) |

|                               |       |     |      |                                                                      |
| 2 december 2019 17:30 (UTC+3) | Jemen | 0–0 | Irak | Abdullah bin Khalifastadion, Doha Scheidsrechter: Ahmad Al-Ali (KUW) |
| 2 december 2019 17:30 (UTC+3) |       |     |      | Abdullah bin Khalifastadion, Doha Scheidsrechter: Ahmad Al-Ali (KUW) |

### Groep B
| Pos | Land          | Wed | Win | Gel | Ver | DV | DT | +/− | Pnt |
| --- | ------------- | --- | --- | --- | --- | -- | -- | --- | --- |
| 1   | Saoedi-Arabië | 3   | 2   | 0   | 1   | 6  | 4  | +2  | 6   |
| 2   | Bahrein       | 3   | 1   | 1   | 1   | 4  | 4  | 0   | 4   |
| 3   | Oman          | 3   | 1   | 1   | 1   | 3  | 4  | –1  | 4   |
| 4   | Koeweit       | 3   | 1   | 0   | 2   | 6  | 7  | –1  | 3   |

|                                |      |     |         |                                                                                               |
| 27 november 2019 17:30 (UTC+3) | Oman | 0–0 | Bahrein | Abdullah bin Khalifastadion, Doha Toeschouwers: 3.400 Scheidsrechter: Alexandre Boucaut (BEL) |
| 27 november 2019 17:30 (UTC+3) |      |     |         | Abdullah bin Khalifastadion, Doha Toeschouwers: 3.400 Scheidsrechter: Alexandre Boucaut (BEL) |

|                                |                   |     |                                             | |
| 27 november 2019 20:00 (UTC+3) | Saoedi-Arabië     | 1–3 | Koeweit                                     | Abdullah bin Khalifastadion, Doha Toeschouwers: 5.777 Scheidsrechter: Mohammed Abdulla Mohamed (UAE) |
| 27 november 2019 20:00 (UTC+3) | Al-Buraikan 90+6' |     | 43' Al-Dhefiri 45+1' Al-Sanea 90' Al-Faneni | Abdullah bin Khalifastadion, Doha Toeschouwers: 5.777 Scheidsrechter: Mohammed Abdulla Mohamed (UAE) |

|                                |            |     |                                   |                                                                         |
| 30 november 2019 17:30 (UTC+3) | Koeweit    | 1–2 | Oman                              | Abdullah bin Khalifastadion, Doha Scheidsrechter: Khamis Al Marri (QAT) |
| 30 november 2019 17:30 (UTC+3) | Nasser 79' |     | 16' (pen.), 32' (pen.) Al-Muqbali | Abdullah bin Khalifastadion, Doha Scheidsrechter: Khamis Al Marri (QAT) |

|                                |         |                               |               |                                                                        |
| 30 november 2019 20:00 (UTC+3) | Bahrein | 0–2                           | Saoedi-Arabië | Abdullah bin Khalifastadion, Doha Scheidsrechter: Lionel Tschudi (SUI) |
| 30 november 2019 20:00 (UTC+3) |         | 29' Al-Hamdan 58' Al-Khabrani |               | Abdullah bin Khalifastadion, Doha Scheidsrechter: Lionel Tschudi (SUI) |

|                               |                             |     |                                                     |                                                                             |
| 2 december 2019 20:00 (UTC+3) | Koeweit                     | 2–4 | Bahrein                                             | Khalifa Internationaal Stadion, Doha Scheidsrechter: Ammar Al-Jeneibi (UAE) |
| 2 december 2019 20:00 (UTC+3) | Nasser 59' (pen.) Zanki 85' |     | 45+1' Madan 69' Al-Shaikh 83', 90+3' Thiago Augusto | Khalifa Internationaal Stadion, Doha Scheidsrechter: Ammar Al-Jeneibi (UAE) |

|                               |              |     |                                  |                                                                           |
| 2 december 2019 20:00 (UTC+3) | Oman         | 1–3 | Saoedi-Arabië                    | Abdullah bin Khalifastadion, Doha Scheidsrechter: Alexandre Boucaut (BEL) |
| 2 december 2019 20:00 (UTC+3) | Al-Alawi 55' |     | 26' Al-Buraikan 42', 57' Bahebri | Abdullah bin Khalifastadion, Doha Scheidsrechter: Alexandre Boucaut (BEL) |

## Knock-outfase
|  | halve finale      | halve finale      |  |               | finale            | finale            |
|  |                   |                   |  |               |                   |                   |
|  | 5 december – Doha |                   |  |               |                   |                   |
|  | Irak              | 2 (3)             |  |               |                   |                   |
|  | Bahrein           | 2 (5)             |  |               | 8 december – Doha | 8 december – Doha |
|  |                   |                   |  |               | Bahrein           | 1                 |
|  | 5 december – Doha | 5 december – Doha |  | Saoedi-Arabië | 0                 |                   |
|  | Saoedi-Arabië     | 1                 |  |               |                   |                   |
|  | Qatar             | 0                 |  |               |                   |                   |

### Halve finale
|                       |                          |            |                                                  |                                                                |
| 5 december 2019 17:30 | Irak                     | 2–2 (n.v.) | Bahrein                                          | Jassim Bin Hamadstadion, Doha Scheidsrechter: Ryuji Sato (JPN) |
| 5 december 2019 17:30 | Ali 6' Bayesh 18'        |            | 14' Al-Haza'a 45+2' Marhoon                      | Jassim Bin Hamadstadion, Doha Scheidsrechter: Ryuji Sato (JPN) |
| 5 december 2019 17:30 | Strafschoppen            |            |                                                  | Jassim Bin Hamadstadion, Doha Scheidsrechter: Ryuji Sato (JPN) |
| 5 december 2019 17:30 | Faez Ismail Bayesh Qasim | 3–5        | Al-Hardan Al-Shaikh Marhoon Thiago Augusto Madan | Jassim Bin Hamadstadion, Doha Scheidsrechter: Ryuji Sato (JPN) |

|                       |               |     |       |                                                                                |
| 5 december 2019 20:00 | Saoedi-Arabië | 1–0 | Qatar | Al Janoubstadion, Doha Toeschouwers: 42.025 Scheidsrechter: Ahmad Al-Ali (KUW) |
| 5 december 2019 20:00 | Al-Hamdan 28' |     |       | Al Janoubstadion, Doha Toeschouwers: 42.025 Scheidsrechter: Ahmad Al-Ali (KUW) |

### Finale
|                       |                |     |               |                                                                           |
| 8 december 2019 19:00 | Bahrein        | 1–0 | Saoedi-Arabië | Khalifa Internationaal Stadion, Doha Scheidsrechter: Lionel Tschudi (SUI) |
| 8 december 2019 19:00 | Al Romaihi 69' |     |               | Khalifa Internationaal Stadion, Doha Scheidsrechter: Lionel Tschudi (SUI) |

| Winnaar Gold Cup of Nations 2019 |
| -------------------------------- |
|                                  |
| BAHREIN 1e titel                 |

## Toernooiranglijst
| Plaats       | Land          | GW | Win | Gel | Ver | DV | DT | +/− |
| ------------ | ------------- | -- | --- | --- | --- | -- | -- | --- |
| Finale       |               |    |     |     |     |    |    |     |
| 1            | Bahrein       | 5  | 2   | 2   | 1   | 7  | 4  | +3  |
| 2            | Saoedi-Arabië | 5  | 3   | 0   | 2   | 7  | 5  | +2  |
| Halve finale |               |    |     |     |     |    |    |     |
| 3            | Irak          | 4  | 2   | 2   | 0   | 6  | 3  | +3  |
| 4            | Qatar         | 4  | 2   | 0   | 2   | 11 | 5  | +6  |
| Groepsfase   |               |    |     |     |     |    |    |     |
| 5            | Oman          | 3  | 1   | 1   | 1   | 3  | 4  | −1  |
| 6            | Koeweit       | 3  | 1   | 0   | 2   | 6  | 7  | −1  |
| 7            | V.A.E.        | 3  | 1   | 0   | 2   | 5  | 6  | −1  |
| 8            | Jemen         | 3  | 0   | 1   | 2   | 0  | 9  | −9  |

1970 · 1972 · 1974 · 1976 · 1979 · 1982 · 1984 · 1986 · 1988 · 1990 · 1992 · 1994 · 1996 · 1998 · 2002 · 2003 · 2004 · 2007 · 2009 · 2010 · 2013 · 2014 · 2017 · 2019 · 2023 · 2024